# Skjang Kangri
Skjang Kangri je hora v pohoří Baltoro Muztagh, jež je součástí pohoří Karákóram. Dosahuje výšky 7545 m n. m. Leží na pákistánsko-čínské hranici přibližně sedm kilometrů severovýchodně od K2.

## Historie výstupů
O vystoupení na její vrchol se poprvé pokusil Luigi Amadeo di Savoia během své výpravy na K2 v roce 1909. Na vrchol se pokoušel vystoupit přes východní hřeben. Další z neúspěšných pokusů proběhl v roce 1975 (stejnou cestou). Jeden z horolezců zde zahynul, druhý byl evakuován vrtulníkem. První úspěšný výstup dokončila v roce 1976 japonská expedice (opět přes východní hřeben). V roce 1980 se američtí horolezci Jeff Lowe a Michael Kennedy pokoušeli vystoupit na vrchol přes západní stěnu, avšak dosáhli pouze přibližně 7070 metrů.